# Pilea forsythiana
Pilea forsythiana es una especie de planta del género Pilea, perteneciente a la familia Urticaceae.

## Taxonomía
Pilea forsythiana fue descrita por Hugh Algernon Weddell en 1869.

## Distribución
Se encuentra en el territorio de Cuba, islas de Sotavento e islas de Barlovento.